# جيرمن غرانديسون
جيرمن غرانديسون (بالإنجليزية: Jermaine Grandison)‏ (15 ديسمبر 1990 ببرمنغهام في المملكة المتحدة - ) هو لاعب كرة قدم بريطاني في مركز الدفاع. لعب مع شروزبري تاون وكوفنتري سيتي ونادي ترانمير روفرز لكرة القدم.

## وصلات خارجية
- جيرمن غرانديسون على موقع قاعدة بيانات كرة القدم.إي يو (الإنجليزية)
- جيرمن غرانديسون على موقع Soccerbase.com (لاعب) (الإنجليزية)